# Danny Horace
Danny Horace (* 22. April 1983 in Cincinnati, Ohio) ist ein US-amerikanischer Basketballspieler.
Der 1,98 m große und 110 kg schwere Power Forward, der in den USA für die Miami Ohio University spielte, wechselte 2006 von den Honka Espoo Playboys aus Finnland in die deutsche Basketball-Bundesliga zu TBB Trier.